# Região Jämtland Härjedalen

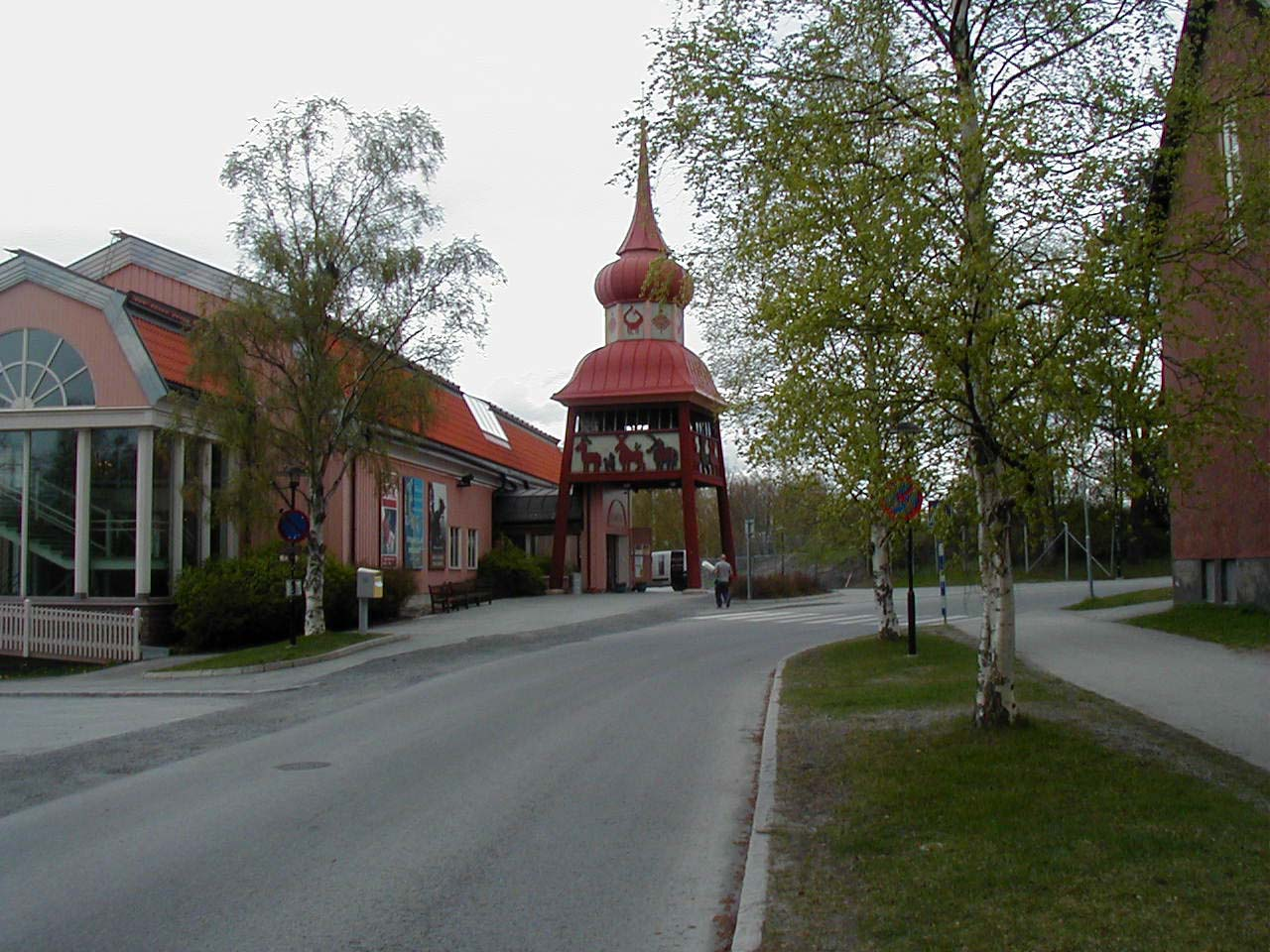
Entrada do museu regional Jamtli

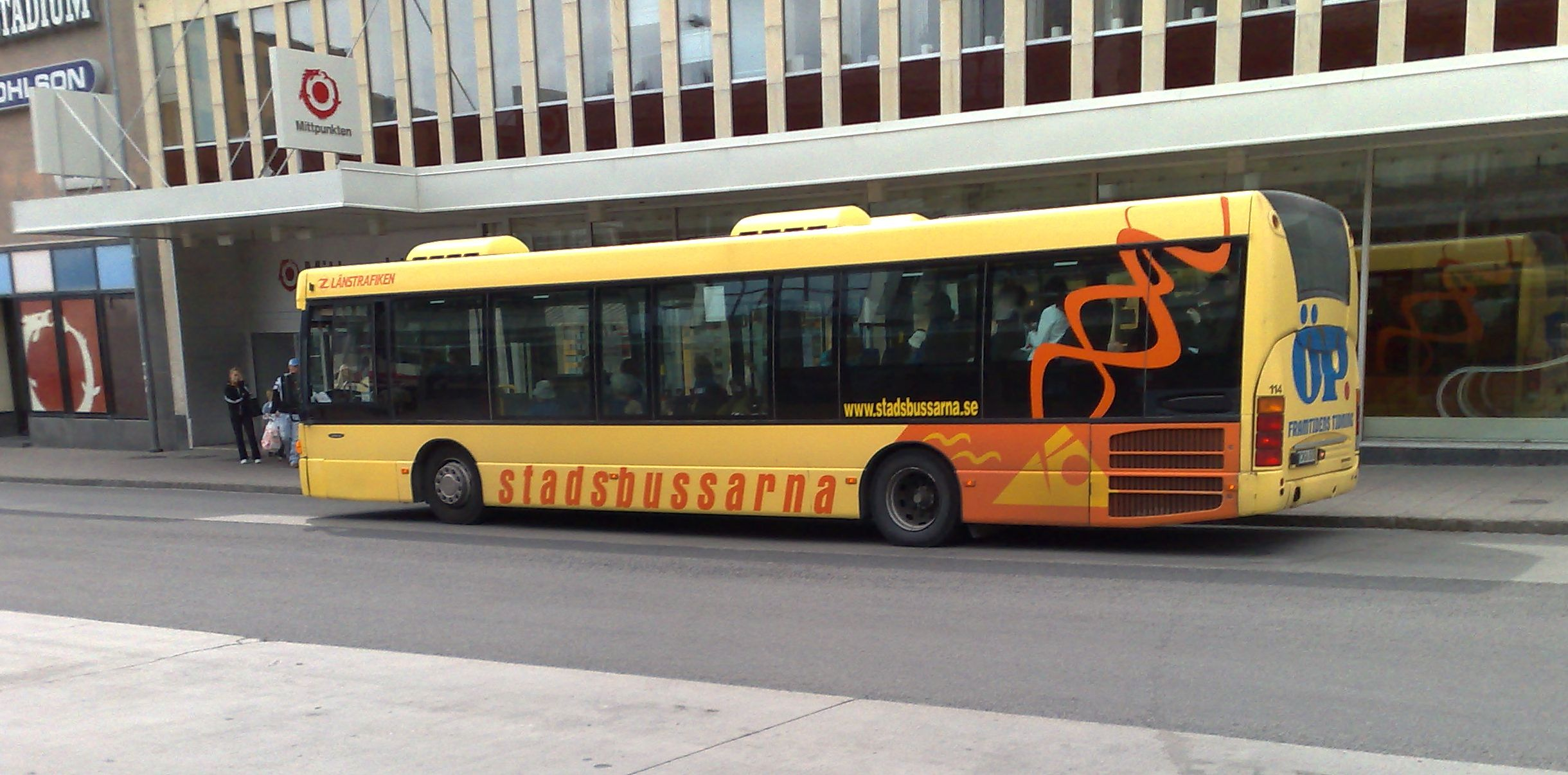
Transportes coletivos em Östersund

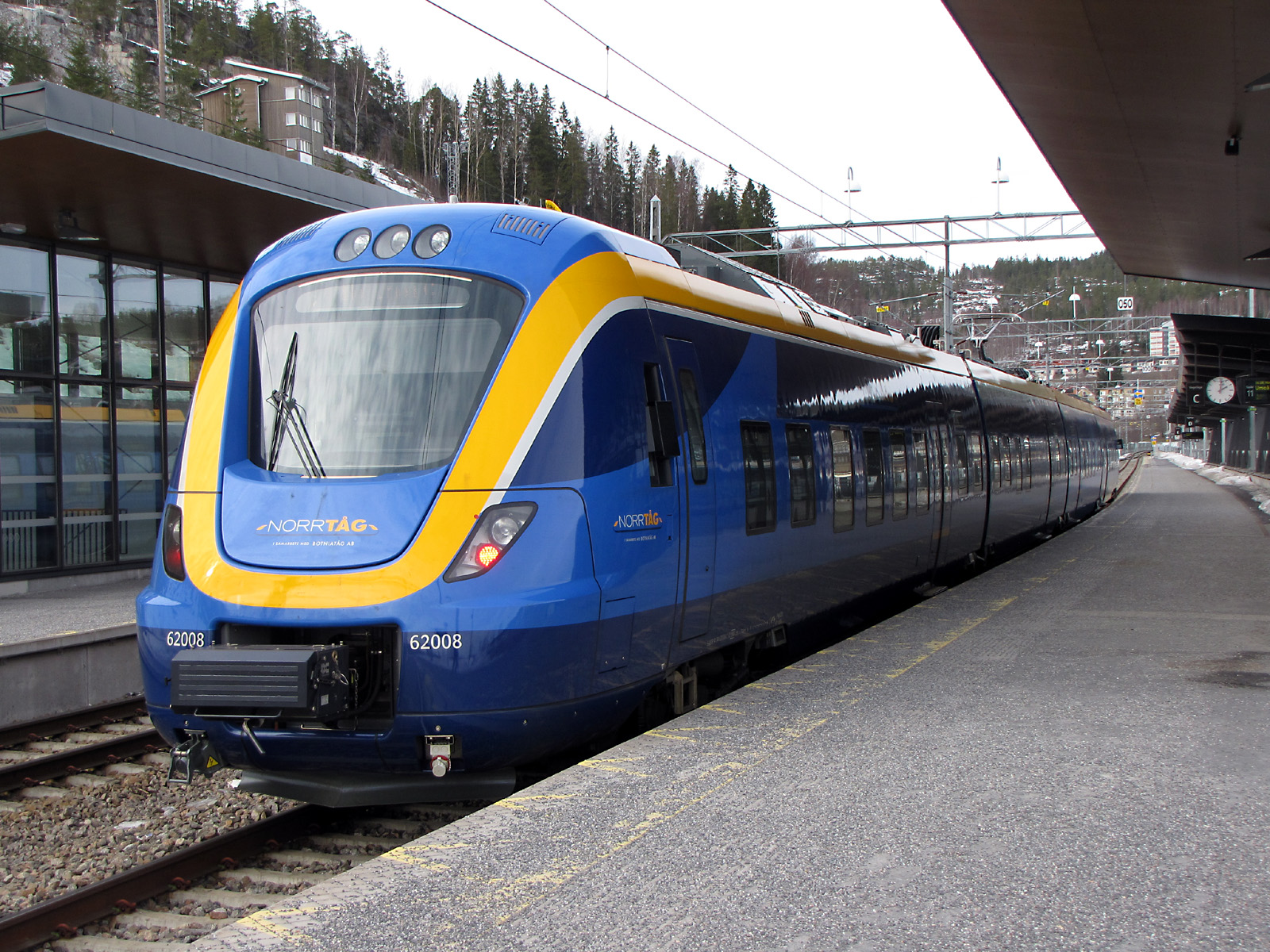
Transportes ferroviários da Norrtåg

A Região Jämtland Härjedalen (em sueco: Region Jämtland Härjedalen) é uma autarquia regional - responsável pela saúde, transportes públicos e desenvolvimento regional – na área geográfica do condado da Jämtland. Este condado compreende essencialmente as província históricas da Jämtland e Härjedalen, e ainda pequenas áreas da Ångermanland, Hälsingland, Dalarna e Lapónia sueca.

É constituída pelas 8 comunas do condado, com uma área total de 48 935,24 km² e uma população de 132 570 habitantes (2024).

A sua sede está na cidade de Östersund.

### Comunas da Região
O condado da Jämtland é composto pelas seguintes comunas (kommuner):

- Berg
- Bräcke
- Härjedalen
- Krokom
- Ragunda
- Strömsund
- Åre

## Áreas de responsabilidade
A Região Jämtland Härjedalen tem como função principal a definição de políticas e a gestão da assistência médica, dos transportes públicos, da infraestrutura, da cultura, assim como a planificação do desenvolvimento e crescimento regional.

### Assistência médica

#### Hospitais
A Região dispõe de um hospital em Östersund (Östersunds sjukhus).

#### Centros de saúde públicos
A região gere vários centros de saúde públicos (hälsocentraler).

#### Clínicas públicas de cuidados dentários
A região gere várias clínicas públicas de cuidados dentários (folktandvårdsklinik).

### Transportes públicos
A Região é proprietária das empresas de transportes públicos Länstrafiken i Jämtland  (rodovias) e Norrtåg (ferrovias).

### Instituições regionais de ensino e cultura
A Região gere ou subsidia várias instituições e atividades do condado.

- Jamtli (museu da história cultural do Condado da Jämtland
- Birka folkhögskola (escola superior popular)
- Åsbygdens naturbruksgymnasium (escola secundária de agricultura e silvicultura)

## Organização política da região

As "Regiões político-administrativas" da Suécia
Z – Região Jämtland Härjedalen

As região constitui um nível intermédio entre o estado (staten) e os municípios (kommunerna) do condado.

### Órgão político e administrativo regional
A Região é dirigida por uma assembleia regional (regionfullmäktige), composta por 55 deputados regionais eleitos por 4 anos.

### A região e o condado
A Região Jämtland Härjedalen (Region Jämtland Härjedalen) coexiste dentro do Condado da Jämtland (Jämtlands län) com o Conselho Administrativo do Condado da Jämtland (Länsstyrelsen i Jämtlands län).

Enquanto que a região (region) é um órgão político, eleito pelos cidadãos e responsável pela saúde, transportes públicos e desenvolvimento regional, o conselho administrativo do condado (länsstyrelsen) é um órgão local do estado, com a missão de executar nesse mesmo condado as tarefas administrativas do estado - defesa civil, assistência social, proteção do ambiente e realização de eleições gerais, etc... 

### A região na União Europeia
No âmbito da União Europeia, a Região Jämtland Härjedalen exerce as suas funções no território consignado ao Condado da Jämtland, o qual é uma unidade estatística do tipo (Nuts 3).